# Jerzy Czuma
Jerzy Czuma (ur. 12 grudnia 1918 w Jelizawietgradzie, zm. 16 października 2004 w London w Kanadzie) – polski oficer, artysta rzeźbiarz.

## Życiorys
Ukończył Gimnazjum im. Stanisława Staszica w Lublinie w 1936 roku. Absolwent zawodowej Szkoły Podchorążych Piechoty w Komorowie. Uczestnik kampanii wrześniowej 1939, jeniec oflagów. Karierę oficerską rozpoczął z chwilą wybuchu II wojny światowej. W randze podchorążego otrzymał przydział do 116 pułku rezerwy w Łomży. Po awansie do rangi podporucznika służył w 50 pułku piechoty „Dzieci Lwowskich”. Gdy jego pułk dotarł do Warszawy, dowódcą obrony stolicy był jego stryj, gen. Walerian Czuma. Po kapitulacji Warszawy zimą 1939 roku trafił do obozu koncentracyjnego dla oficerów Oflag X B Nienburgu, a następnie wiosną 1940 został przeniesiony do obozu Oflag II C Woldenberg. Przebywał tam aż do końca stycznia 1945, do chwili ewakuacji obozu przez Niemców przed zbliżającym się wojskiem radzieckim. Następnie trafił do obozu Oflag VII A Murnau. Po wyzwoleniu obozu w Murnau przez wojska amerykańskie w dniu 29 kwietnia 1945 roku wstąpił do 2 Korpusu gen. Andersa, z którym dotarł do Włoch, gdzie w Porto San Giorgio otrzymał przydział do wojsk pancernych. W Rzymie wziął ślub 7 stycznia 1946 z Hanną Wiedman. Z Włoch został ewakuowany do Wielkiej Brytanii razem z 2 Korpusem gen. Andersa, który tam został zdemobilizowany. Opuścił wojsko w randze podpułkownika. Po wojnie podejmował się na terenie Anglii różnych profesji: rybołówstwa, hodowli na farmie. W tym czasie jego żona ukończyła studia na wydziale nauk społecznych Uniwersytetu w Hull. Pod koniec lat 50. XX wieku pracował w wytwórni samochodowych przyczep mieszkalnych. W roku 1958 wyemigrował z rodziną do Kanady, gdzie podjął pracę w tamtejszej filii swego brytyjskiego pracodawcy.
Od 1973 zajmował się rzeźbiarstwem, które stało się jego profesją aż do końca życia. Był wykładowcą rzeźbiarstwa w artystycznej Wyższej Szkole Zawodowej. Należał do kanadyjskiego Stowarzyszenia Artystów Rzeźbiarzy. Swoje prace prezentował na szeregu wystaw na terenie Kanady, z których ostatnia odbyła się w 1996 roku. Zmarł w miejscowości London w prowincji Ontario.
Był synem Ignacego Czumy oraz najstarszym bratem Andrzeja, Benedykta, Huberta i Łukasza Czumów. Jego synem jest kanadyjski reżyser i aktor Marek Czuma.